# Agencia Andaluza de Instituciones Culturales
La Agencia Andaluza de Instituciones Culturales, A.A.II.CC., es una entidad de derecho público adscrita a la Consejería de Cultura y Deporte de la Junta de Andalucía. Fue creada en la Disposición adicional decimocuarta de la Ley 3/1991,aprobándose su reglamento general en Decreto 46/93 de 20 de abril.
Originalmente se constituyó con el nombre de Empresa Pública de Gestión de Programas Culturales y Deportivos. Tras asumir la Consejería de Turismo las competencias en materia deportiva, paso a denominarse Empresa Pública Gestión Programas Culturales. Posteriormente, el Consejo de Gobierno de la Junta de Andalucía aprobó el 13 de abril de 2010 el cambio de denominación por la de Instituto Andaluz de las Artes y las Letras. Por último y tras la aprobación de la Ley 1/2011, de 17 de febrero de reordenación del sector público de Andalucía, pasó a denominarse Agencia Andaluza de Instituciones Culturales. 
La sede central de la Agencia se encuentra ubicada en el Estadio Olímpico de La Cartuja en Sevilla.

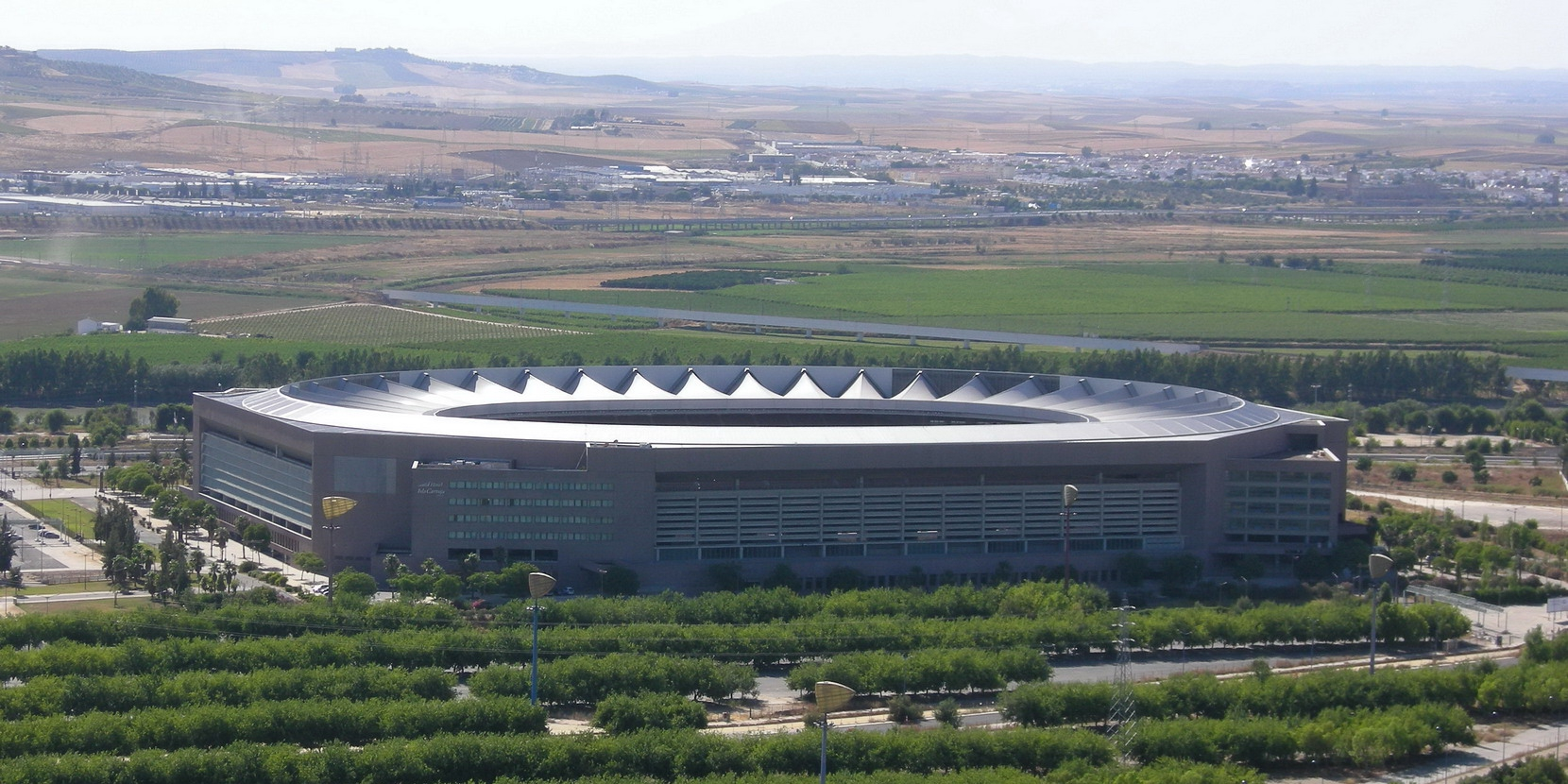
Estadio Olímpico de Sevilla, donde se ubica actualmente la Sede Central de la Agencia.

## Funciones
La A.A.II.CC. tiene como objeto llevar a cabo las tareas técnicas y económicas requeridas por la Consejería de Cultura y Deporte, para el desarrollo y ejecución de programas y actividades en el ámbito cultural, así como la realización de proyectos de participación o coproducción con iniciativas del sector público y privado, y la gestión de actividades e infraestructuras, todo ello con el objetivo de optimizar la gestión cultural.
Entre sus competencias se encuentra la organización y distribución de producciones de artes escénicas y musicales, las producciones audiovisuales, cinematográficas y fonográficas, la gestión de instalaciones culturales, los programas de fomento del libro y la lectura, las producciones editoriales, la difusión del patrimonio histórico y las artes plásticas.
Para lograr sus objetivos, la Agencia tiene asumida la gestión directa de espacios escénicos como los Teatros Alhambra, Cánovas y Central, en Granada, Málaga y Sevilla respectivamente.
También es la responsable de desarrollar programas en colaboración con otras instituciones y agentes culturales públicos y privados. Entre esos programas, destacan el Programa Andaluz para Jóvenes Intérpretes, el Programa Red Andaluza de Teatros Públicos, los Programas Literarios Estables, Andalucía·Flamenco o los Programas de formación y residencias artísticas.
Una de las áreas prioritarias de gestión es el Flamenco, por lo que el Instituto Andaluz de Flamenco se configura como el espacio que centraliza y coordina el conjunto de políticas públicas que la Junta de Andalucía desarrolla en torno a este ámbito, actuando en áreas como la investigación y estudio, el apoyo a artistas y productores, la colaboración con las peñas flamencas o la difusión internacional.
Así mismo la Agencia realiza labores en la difusión y el fomento de la lectura, para lo que cuenta con el Centro Andaluz de las Letras. Desde el mismo, ubicado en Málaga, se gestionan diversos proyectos en municipios de toda Andalucía.
Otros centros especializados dependientes de la Agencia son el Centro de investigación y recursos de las artes escénicas de Andalucía, el Centro de Creación Coreográfico de Andalucía o el Centro de Formación Escénica de Andalucía. 

## Consejo Rector
El Consejo Rector de la Agencia, máximo órgano de gobierno del ente público, es presidido por la persona titular de la Consejería de Cultura y Deporte de la Junta de Andalucía.